# Microrregión de la Bahía de la Isla Grande
La Microrregión de la Bahía de la Isla Grande es una de las microrregiones del Estado brasileño del Río de Janeiro pertenecientes a la Mesorregión del Sur Fluminense. Posee un área de 1.728,897 km² y su población fue estimada en 2006 por el IBGE en 177.832 habitantes y está dividida en dos municipios.

## Municipios
- Angra dos Reis
- Parati

- Datos: Q2657274